# Virus della leucemia felina
Il virus della leucemia felina (FeLV) è un retrovirus che infetta i gatti. In qualità di retrovirus, la FeLV è trasmessa come virus RNA ma l'RNA viene trascritto in modo inverso in DNA. La FeLV è solitamente trasmessa tra gatti infetti quando è implicato il trasferimento di saliva o di secrezioni nasali. Se non viene sconfitto dal sistema immunitario dell'animale, il virus può essere letale. La malattia causata da questo virus è una forma di cancro delle cellule del sangue chiamate linfociti (un tipo di leucemia).

## Segni e sintomi
I segni e sintomi d'infezione da virus della leucemia felina sono alquanto vari e comprendono anoressia, cattivo stato del mantello, infezioni della pelle, della vescica e del tratto respiratorio, malattia orale, convulsioni, linfoadenopatia (linfonodi ingrossati), lesioni della pelle, affaticamento, febbre, perdita di peso, stomatite, gengivite, evitamento della cassetta dei bisogni, pancitopenia, scarsa igiene, malattie batteriche e virali ricorrenti, anemia, diarrea e ittero.

## Trasmissione
I gatti infettati da FeLV possono fungere da fonti di infezione. I gatti si passano il virus tra loro attraverso la saliva e lo stretto contatto, mordendo altri gatti, attraverso una cassetta dei bisogni o ciotola del cibo usata da un gatto infetto (occorrenza rara) e attraverso il latte durante l'allattamento. La trasmissione può avvenire anche da una madre infetta ai suoi cuccioli, prima della nascita o durante l'allattamento.
Inizialmente si riteneva che potesse sopravvivere solo 2 ore in un ambiente secco, e circa 48 ore in un ambiente umido (quale una cassetta dei bisogni) un nuovo articolo pubblicato da veterinari di Cornell intitolato "Il virus della FeLV può sopravvivere nell'ambiente?" paragonava la FeLV all'HIV, che ha una bassissima resistenza all'aria - può sopravvivere al massimo 20/30 minuti, ma che è strutturalmente imparentato con la FeLV, benché quest'ultimo virus sopravviva all'aria per parecchie settimane. In assenza di studi significativi sulla sopravvivenza del virus FeLV nell'ambiente, può essere sensato essere prudenti quando si ipotizza che la sopravvivenza del virus FeLV nell'ambiente sia così breve (da 2 ore a 2 giorni).
La FeLV causa immunosoppressione nei gatti domestici, ed esistono anche prove dell'esistenza del virus anche in popolazioni di mammiferi di maggiori dimensioni (p.es. lince, scimmia e leone). Prove epidemiologiche schiaccianti suggeriscono che la FeLV non sia trasmissibile agli esseri umani o ai cani. Questa affermazione si basa sul fatto che circa un cane domestico su 5 vive con un gatto, e tutti i gatti domestici vivono con esseri umani (ben 60 milioni di gatti domestici negli USA). È specifico della specie e non infetta altri animali, quali cani (in effetti, apparentemente non esiste una versione canina di questa malattia).
Circa lo 0.5% dei gatti domestici è persistentemente infetto da FeLV, ma molti più gatti domestici (>35%) hanno anticorpi IgG specifici che indicano una precedente esposizione e successivo sviluppo di immunità invece dell'infezione. La trasmissione della FeLV avviene principalmente attraverso la saliva e comportamenti sociali, quali la condivisione di ciotole per il cibo e la pulizia reciproca (distinto dalla lotta e i morsi).
C'è una forte evidenza che i cuccioli al di sotto dei 4 mesi di età siano suscettibili all'infezione, ma entro gli 8 mesi sono resistenti - dunque è una buona idea tenere i giovani cuccioli all'interno, dove l'esposizione al virus è minima o inesistente, fino agli 8 mesi di età circa.
I cuccioli possono nascere con la malattia, avendola contratta dalla madre in utero. L'infezione è molto maggiore nei gatti di città, randagi o di proprietà, che nei gatti di campagna: ciò è dovuto interamente alla quantità di contatti che i gatti hanno l'uno con l'altro.
La malattia ha un ampio spettro di effetti. Il gatto può combattere l'infezione e diventare totalmente immune, può diventare un portatore sano che non si ammala mai lui stesso ma può infettare altri gatti, un caso intermedio in cui il gatto ha un sistema immunitario compromesso .
Esistono quattro sottogruppi di FeLV: A; B; C e T, ma solo il sottogruppo A è trasmissibile tra gatti. Gli altri sottogruppi sorgono de novo e come risultati di ricombinazione con una sequenza felina di DNA endogena. Quindi, c'è un'ottima evidenza che questo virus sia piuttosto antico e possa essersi evoluto più di una volta negli ultimi 10.000.000 di anni.
I sottogruppi sono definiti sulla base dell'interferenza virale e serie di ospiti in vitro. Le differenze sono dovute al polimorfismo nella busta glicoproteina gp70, il livello più alto di divergenza trovandosi nella regione della gp70 che si pensa interagisca con il recettore cellulare. In una cellula infetta, si ritiene che la gp70 blocchi i recettori virali, evitando così l'ulteriore infezione da parte dello stesso sottogruppo.

## Profilassi
Oltre alla sterilizzazione dei gatti randagi, l’unica prevenzione per la FeLV consiste nella vaccinazione dei gatti domestici e di quelli che vivono nelle colonie feline. Nella maggior parte dei casi il vaccino per la Felv non protegge dal contagio, ma permette al gatto contagiato di diventare nel breve tempo aviremico, ovvero non contagioso per gli altri gatti.
Tutti i gatti con un quadro clinico incerto devono essere testati prima della vaccinazione. I gattini devono essere vaccinati a 8-9 settimane di età, con una iniezione booster a 12 settimane, seguita da un richiamo 1 anno dopo. Le linee guida suggeriscono che, nei gatti più anziani, è sufficiente un richiamo ogni 2-3 anni, vista la suscettibilità significativamente inferiore.
Il vaccino per la leucemia felina è commercializzato in Italia da Virbac Italia con il nome di Leucogen

## Trattamento
Gli unici trattamenti approvati per la leucemia felina sono interferone omega in Europa e l'immunomodulatore di linfociti-cellule T negli Stati Uniti, ma si stanno indagando altri trattamenti da parte di vari gruppi di ricerca, compreso Animal Health Consulting, LLC.
L'interferone-ω (omega) è venduto in Europa almeno con il nome di Virbagen Omega ed è prodotta da Virbac. Quando utilizzato nel trattamento di gatti infettati con la FeLV in stadi clinici non terminali (a un'età superiore alle 9 settimane) si sono registrati sostanziali miglioramenti nel tasso di mortalità: in gatti non anemici il tasso di mortalità del 50% fu ridotto di circa il 20% in seguito al trattamento .
Il dosaggio è in proporzione al peso corporeo.
Il farmaco è piuttosto costoso, ma viene coperto dalla maggior parte delle assicurazioni per animali domestici.
Per quanto riguarda l'immunomodulatore dei linfociti di tipo T (o LTCI, Lymphocyte T-Cell Immunomodulator), si tratta di un preparato di origine biologica, reso disponibile in commercio a partire dal 2006 su autorizzazione del Dipartimento dell'Agricoltura degli Stati Uniti.
La funzione di questo preparato, estratto da colture in vitro di cellule di ghiandola del Timo di origine bovina, è quella di coadiuvare il trattamento dei gatti infetti da virus della leucemia lelina (FeLV) e/o da virus dell'Immunodeficienza Felina (FIV). Esso consente in particolare di contrastare le infezioni opportunistiche ed i sintomi ad esse associati, quali linfocitopenia, anemia, granulocitopenia o piastrinopenia.
Lo LTCI è un potente regolatore della produzione e della funzionalità dei linfociti CD-4 e ne è stata dimostrata l'efficacia nell'incrementare il numero di linfociti e della produzione di Interleuchina 2 negli animali trattati.
Si tratta di un polipeptide a catena singola che forma una glicoproteina fortemente cationica di 50.000 Dalton, con un punto isoelettrico di 6,5. La purificazione della proteina, ottenuta da un surnatante di cellule stromali ricavati dal timo di origine bovina, produce un fattore omogeneo e privo di impurità, omologo rispetto a quello di altre specie di mammiferi. 
L'assenza di effetti collaterali negativi rilevabili, in numerose specie di animali, suggerisce di ritenere che il prodotto abbia un livello di tossicità estremamente basso.
Questo preparato viene prodotto negli U.S.A. con brevetto esclusivo dalla T-Cyte Therapeutics, Inc. ed è distribuito nell'Unione Europea dalla britannica Masters Pharmaceuticals Ltd. Viene confezionato in dosi liofilizzate di 1 microgrammo ed è somministrato per via sottocutanea.